# Paracapnia khorensis
Paracapnia khorensis är en bäcksländeart som beskrevs av Zhiltzova 1972. Paracapnia khorensis ingår i släktet Paracapnia och familjen småbäcksländor. Inga underarter finns listade i Catalogue of Life.